# Radničko naselje (Bjelovar)
Radničko naselje, također znano kao samo Radničko ili Picindol je četvrt u sastavu grada Bjelovara,
Radničko se prostire uz naselje Novoseljani, sjeverno od glavne ceste D28 (Slavonska cesta) te istočno od rječice Bjelovacke.

## Povijest
Naselje je uspostavljeno 1960. godine za stambene potrebe rastućeg stanovništva Bjelovara i radnike tada novouspostavljene industrijske zone. Do 1981. godine naselje je bilo dio naselja Novoseljani.

Prostor Radničkog naselja je do regulacije Bjelovacke bio poplavno močvarni prostor. Zbog čestih poplava i blata naselje u ranim danima nadobiva lokalni naziv Picindol.